# Walter Colì
Walther Colì (Bologna, 15 agosto 1919 – ...) è stato un paroliere, compositore e direttore d'orchestra italiano.

## Biografia
Dopo la laurea in medicina (conseguita nel 1942) inizia la carriera di chirurgo, che abbandona presto per seguire la sua passione per la musica, studiando a Parma con il maestro Zangirolami. 
Nel 1946 debutta come pianista al Teatro Comunale di Bologna, ed in breve tempo viene chiamato con la sua orchestra a suonare nelle trasmissioni radiofoniche; nello stesso periodo compone musiche per spettacoli teatrali e varie colonne sonore.
Scrive poi alcune canzoni, cimentandosi oltre che nella composizione anche nella scrittura dei testi, per molti cantanti come Luciano Tajoli, Giorgio Consolini, Nilla Pizzi e Ariodante Dalla (che è proprio lui ad incoraggiare all'inizio della carriera).
Nel 1951 partecipa alla prima edizione del Festival di Sanremo con Serenata a nessuno, interpretata da Achille Togliani, che si classifica al terzo posto.
Un altro grande suo successo è L'ombra, presentata da Jula de Palma e Marisa Colomber al Festival di Sanremo 1955.
Altri suoi successi sono Non ti ricordi, È troppo tardi, Amiamoci così, Tramonto, Domani, Vecchia Bologna, Avevo solo te.
Si è anche occupato della parte musicale di alcuni programmi televisivi, come ad esempio nel 1958 di Canzoni alla finestra (in collaborazione con Giovanni Fenati).
Con la sua orchestra ha collaborato con Nilla Pizzi, registrando due dei quattro album pubblicati dalla cantante negli Stati Uniti, Love Me If You Want To (1957) e Rendez-Vous With Nilla (1959).
Ha avuto inoltre un'intensa attività dal vivo con la sua orchestra di musica jazz.

## Principali colonne sonore composte da Walter Colì
- 1955: Ricordami (regia di Ferdinando Baldi)
- 1957: Il sole tornerà (regia di Ferdinando Merino)